# Bernardo Tanucci
Bernardo Tanucci (Stia, 20 febbraio 1698 – San Giorgio a Cremano, 29 aprile 1783) è stato un giurista e politico italiano. 
Fu uomo di fiducia del re di Napoli Carlo di Borbone e di suo figlio Ferdinando IV, occupò le cariche di segretario di Stato della Giustizia e Ministro degli Affari esteri e della Casa Reale dal 1754 al 1776.

## Biografia

### Giovinezza ed educazione
Nato a Stia, presso Arezzo, da una famiglia della media borghesia toscana, figlio di Giuliano Tanucci e Lucrezia Tommasi, Tanucci poté studiare all'Università di Pisa grazie all'aiuto economico di un patrono. Si laureò in legge nel 1725 all'Università di Pisa, dove introdusse il suo allievo Tommaso Crudeli; ben presto attirò su di sé le attenzioni degli ambienti culturali toscani difendendo l'autenticità del Codex Pisanus delle Pandette di Giustiniano.
Quando Carlo di Borbone, duca di Parma e figlio di Filippo V di Spagna, attraversò la Toscana diretto alla conquista del Regno di Napoli (1734), il granduca Gian Gastone de' Medici gli consigliò di portare con sé Tanucci: a Napoli Carlo nominò il suo protetto Consigliere di Stato, quindi Ministro delle Poste nel 1748, Ministro della Giustizia nel 1751, Ministro degli Affari esteri nel 1753 e Segretario di Stato nel 1754, concedendogli con decreto regio il 4 febbraio del 1752 il titolo di Marchese del Regno.

### Primo ministro a Napoli
Come primo ministro Tanucci si impegnò energicamente per affermare la superiorità del moderno Stato laico sulla Chiesa e per abolire i secolari privilegi feudali della nobiltà e del clero nel Regno di Napoli: limitò la giurisdizione dei vescovi, eliminò prerogative risalenti all'epoca medievale, ridusse le tasse da pagarsi alla Curia romana. Queste riforme, ispirate ai principi illuministi del periodo, vennero sancite in un Concordato con il Papato del 1741, la cui applicazione però andò ben oltre quanto avesse auspicato la Santa Sede.
Per quanto riguarda la modernizzazione dell'apparato legislativo del regno, Tanucci istituì una commissione di esperti giuristi, dando loro ordine di compilare un nuovo codice di leggi, ma esso non fu portato a termine. I magistrati vennero soggetti a sindacato a fine mandato, avrebbero dovuto giudicare secondo le leggi dello Stato e non secondo le consuetudini e non avrebbero più potuto attuare la cosiddetta composizione delle liti (attuale sistema del patteggiamento).
Nel 1742, dopo la spedizione navale britannica contro Napoli, considerata l'esposizione della città agli attacchi via mare, Tanucci suggerì lo spostamento della capitale del Regno a Melfi, poiché in una posizione continentale e quindi maggiormente protetta, oltre ad essere una città «ove spesso sono stati gli antichi Re». L'idea di una "seconda" capitale più facilmente difendibile fu poi ripresa dallo stesso Re quando iniziò la Reggia di Caserta.

### Regno di Ferdinando IV

#### Reggenza
Quando il re Carlo divenne sovrano di Spagna nel 1759, Tanucci venne nominato presidente di un consiglio di reggenza voluto dal padre, per il piccolo Ferdinando IV, di appena 9 anni. Tanucci e Domenico Cattaneo principe di San Nicandro, erano controllati a distanza dalla Spagna dal padre Carlo III. Solo nel 1765 fu consentito a Ferdinando di partecipare alle sedute del consiglio
Il 12 gennaio 1767, con il compimento del sedicesimo anno d'età, Ferdinando divenne maggiorenne, assunse il potere, e il Consiglio di reggenza divenne un Consiglio di stato, con funzioni consultive.
Questi, anche quando raggiunse la maggiore età, preferì inizialmente lasciare il governo nelle mani capaci dello statista toscano.
L'anno successivo Ferdinando sposò Maria Carolina d'Asburgo.
Tanucci fu spesso accusato, quasi sempre a ragione, di essere troppo dispotico nei confronti degli altri membri del Consiglio di Reggenza e di aver un comportamento irrispettoso perfino dei ministri e degli alti aristocratici: celebre è il litigio a cui seguì il colpo apoplettico avuto dal Principe di Francavilla Michele, nonno del Michele Imperiali (junior) rampollo della famiglia Imperiale.

#### Politiche ecclesiastiche
Tanucci lavorò per rendere effettivo anche nel regno dei Borbone di Napoli quel controllo sulla Chiesa tipico del gallicanesimo della Francia borbonica: le entrate di episcopati e abbazie vacanti affluirono alla corona, conventi e monasteri superflui vennero soppressi, vennero abolite le decime e vietate nuove acquisizioni di proprietà da parte delle istituzioni ecclesiastiche tramite la manomorta. La pubblicazione delle bolle papali necessitava della previa autorizzazione reale (il cosiddetto exequatur) e le concessioni non si considerarono più eterne. Anche le nomine vescovili nel Regno caddero, seppure non direttamente ma solo tramite raccomandazioni, grazie anche all'abilità politica del Tanucci, nelle mani del sovrano. Il Re era soggetto soltanto a Dio, gli appelli a Roma erano proibiti a meno che non vi fosse stato l'assenso del re, il matrimonio venne dichiarato un contratto civile.

Una delle mosse più importanti in questo processo di secolarizzazione fu l'espulsione dei Gesuiti dal Regno nel 1767, in sintonia con quanto aveva fatto Carlo III a Madrid e gli altri ministri riformatori del tempo: Pombal in Portogallo, Aranda in Spagna e Choiseul in Francia. Clemente XIII reagì con la scomunica, al che Tanucci rispose occupando le enclave pontificie nel territorio napoletano di Benevento e Pontecorvo, che vennero restituite alla Santa Sede solo dopo la soppressione della Compagnia di Gesù nel 1773. Le proteste dei vescovi contro i nuovi insegnamenti nelle scuole a seguito dell'espulsione dei Gesuiti vennero liquidate come non valide. Uno degli ultimi suoi atti fu l'abolizione della chinea (1776), il tributo annuale che i re di Napoli versavano al papa come segno del loro vassallaggio sin dal tempo di Carlo I d'Angiò.

#### Politica finanziaria
Meno fortunata ed efficace fu la sua politica finanziaria, dovuta in parte anche alla sua formazione giuridica, che non gli permise di cogliere le istanze riformatrici che pure alcuni economisti meridionali invocavano. Tuttavia, durante il regno di Carlo di Borbone e sotto la sua supervisione, furono varate alcune riforme economiche che, se portate a termine, avrebbero anche cambiato parte dei rapporti sociali nel Regno di Napoli. Ad esempio, nel 1735 fu riformata la Giunta di Commercio, istituita già in epoca vicereale, sostituita con editto reale il 30 ottobre 1739 dal Supremo Magistrato del Commercio, un organo governativo dotato di competenza assoluta sui traffici commerciali interni ed esterni e pari per autorità alle altre magistrature del Regno. La riforma fu di breve durata, perché la nobiltà e le corporazioni, lese nei loro privilegi dall'attività di tale magistratura, tanto fecero che essa, nel 1746, fu declassata a magistratura ordinaria con competenza solo sul commercio estero. Altra iniziativa di grande interesse fu la compilazione del catasto onciario (così detto perché le unità di misura si misuravano in once), emanato con una prammatica reale il 17 marzo 1741, il quale introduceva un'imposta reale sulle proprietà fondiarie, ma manteneva le esenzioni per i beni feudali ed ecclesiastici: questa norma fu introdotta nel catasto per le forti pressioni di nobili e clero, intaccati nei loro privilegi dal rendiconto introdotto nel provvedimento, che fallì il progetto di alleviare il carico fiscale dei ceti umili. Una singolare iniziativa economica fu anche quella, suggerita da Tanucci, di richiamare la comunità ebraica di Napoli, esiliata nel 1540 dall'imperatore Carlo V d'Asburgo, che con un decreto del 13 febbraio 1740 fu richiamata nella città partenopea e godette di privilegi e immunità proprie. La speranza era che gli ebrei facessero ripartire, con la loro iniziativa imprenditoriale e mercantile, l'economia del Regno, ma il provvedimento scatenò un'ondata di antisemitismo tra la popolazione, fomentata specialmente dal clero, che giunse a lanciare l'anatema contro re e regina di non avere un erede maschio, se non si fossero scacciati gli ebrei dalla città. Re Carlo allora assecondò le richieste popolari e con un nuovo editto, emanato il 30 luglio 1747, espulse la comunità ebraica da Napoli. Iniziative di successo furono invece la stipulazione di trattati di commercio con Svezia (1742), Danimarca (1748) e Paesi Bassi (1753), oltre alla riconferma di quelli tradizionali con Francia, Spagna e Gran Bretagna. Un grande errore di Tanucci furono però le tasse sui generi alimentari, che provocarono frequenti rivolte popolari, come quella del 1764, in occasione di una carestia che aveva colpito la popolazione, specialmente in Sicilia.

### Ultimi anni e morte
Quando nel 1775 la regina Maria Carolina, moglie del re e ostile alla politica filoispanica del ministro, entrò a far parte del Consiglio di Stato, il potere di Tanucci iniziò a declinare. Nel 1776 la regina lo licenziò e Tanucci (ormai molto anziano per l'epoca, 78 anni) si ritirò a vita privata.
Morì a San Giorgio a Cremano nel 1783 e fu sepolto nella chiesa di San Giovanni dei Fiorentini, l'antica chiesa della comunità fiorentina, oggi scomparsa. Sulla sua tomba fu posta una lapide recante l'epigrafe latina Cum per annos plusquam quadraginta huius Regni clavum moderasset, vectigal nullum usquam imposuit, che tradotta in italiano significa: nonostante avesse retto il governo di questo regno per più di quarant'anni, giammai impose tributo alcuno (benché, come si è scritto sopra, alcune nuove tasse da lui proposte portarono a sollevamenti e proteste nel 1764).

## Scritti
- Epistolario di Bernardo Tanucci, progetto editoriale diretto da Mario D'Addio
  - Vol. I, 1723-1746; vol. II, 1746-1752, a cura di Romano Paolo Coppini, Lamberto Del Bianco, Rolando Nieri, Edizioni di Storia e Letteratura, 1980 (tomi 2) ISBN 978-88-8498-588-0
  - Vol. III, 1752-1756, a cura di Anna Vittoria Migliorini, Edizioni di Storia e Letteratura, 1982 ISBN 978-88-8498-589-7
  - Vol. IV, 1756-1757, a cura di Lamberto Del Bianco, Edizioni di Storia e Letteratura, 1984 ISBN 978-88-8498-590-3
  - Vol. V, 1757-1758, a cura di Guido De Lucia, Edizioni di Storia e Letteratura, 1985 ISBN 978-88-8498-591-0
  - Vol. IX, 1760-1761, a cura di Maria Grazia Maiorini, Edizioni di Storia e Letteratura, 1985 ISBN 978-88-8498-592-7
  - Vol. X, 1761-1762, a cura di Maria Grazia Maiorini, Istituto Poligrafico e Zecca dello Stato, 1988
  - Vol. XI, 1762-1763, a cura di Sergio Lollini, Edizioni di Storia e Letteratura, 1992 ISBN 978-88-2400-492-3
  - Vol. XII, 1763-1764, a cura di Maria Claudia Ferrari, 1997, Società Storia Patria Napoli (tomi 2) ISBN 978-88-8044-051-2
  - Vol. XIII, 1764, a cura di Maximiliano Barrio Gozalo, 1994, Società Storia Patria Napoli ISBN 978-88-8044-040-6
  - Vol. XIV, 1764, a cura di Maximiliano Barrio Gozalo, 1995, Società Storia Patria Napoli ISBN 978-88-8044-043-7
  - Vol. XV, 1765, a cura di Maria Grazia Maiorini, 1996, Società Storia Patria Napoli ISBN 978-88-8044-097-0
  - Vol. XVI, 1765-1766, a cura di Maria Grazia Maiorini, 1999, Società Storia Patria Napoli ISBN 978-88-8044-049-9
  - Vol. XVII, 1766, a cura di Maria Grazia Maiorini, 2003, Società Storia Patria Napoli ISBN 978-88-8044-050-5
  - Vol. XVIII, 1766-1767, a cura di Maria Grazia Maiorini, 2007, Società Storia Patria Napoli ISBN 978-88-8044-031-4
  - Vol. XX, 1768, a cura di Maria Claudia Ferrari, 2003, Società Storia Patria Napoli ISBN 978-88-8044-041-3